# Хартог, Жак
Жак Хартог (фр. Jacques нидерл. Hartog; 23 октября 1837, Залтбоммел — 3 октября 1917, Амстердам) — нидерландский музыковед и композитор.
Учился в Крефельде у Карла Вильгельма, затем в Кёльне у Фердинанда Хиллера. В 1881—1885 гг. руководил оркестром в городке Бюссюм. В 1886—1913 гг. преподавал историю музыки в Амстердамской консерватории, с 1903 г. также приват-доцент Амстердамского университета.
Автор обстоятельных популярных книг «Феликс Мендельсон и его произведения» (нидерл. Felix Mendelssohn Bartholdy en zijne werken; 1909) и «Роберт Шуман и его произведения» (нидерл. Robert Alexander Schumann en zijne werken; 1910), книг о Бахе и Вагнере, сборника статей «Знаменитые певцы» (нидерл. Beroemde zangeressen; 1916), музыкально-критических статей в периодике. Перевёл с немецкого на нидерландский ряд книг по музыке, в том числе «Историю музыки» Вильгельма Лангганса, «Музыкальный словарь» Юлиуса Шуберта, учебник гармонии Саломона Ядассона.